# Triện thư
Triện thư (giản thể: 篆书; phồn thể: 篆書; bính âm: zhuànshū), hay chữ triện, là một kiểu chữ thư pháp Trung Quốc cổ. Đây là loại chữ tượng hình có nguồn gốc từ chữ giáp cốt thời nhà Thương và phát triển thành Kim văn nhà Chu sau đó phát triển thành chữ Triện ở nước Tần trong thời kì Chiến quốc. Kiểu chữ triện của nhà Tần trở thành dạng chữ viết chính thức cho toàn Trung Quốc dưới thời nhà Tần và tiếp tục được sử dụng rộng rãi để khắc trang trí trên các ấn tín dưới thời nhà Hán.
Triện thư chia làm hai loại: đại triện và tiểu triện. Đại triện (大篆) là thể chữ phát triển từ Kim văn, lưu hành vào thời Tây Chu, không thống nhất và có nhiều dị thể ở các nước khác nhau. Tiểu triện (小篆) hay Tần triện (秦篆) là lối chữ phát triển từ Đại triện, ra đời từ khi Tần Thủy Hoàng thống nhất sáu nước và đề ra chính sách thống nhất văn tự. Đây có thể coi là kiểu chữ thống nhất đầu tiên của Trung Quốc, do đó, khi nhắc đến triện thư thường là đề cập đến tiểu triện nhiều hơn. Tiểu triện được sử dụng từ khi nhà Tần thành lập đến khoảng thời Tây Hán, sau đó bi thay thế bởi Lệ thư với lối viết đơn giản hơn.
Chữ triện chủ yếu được dùng để khắc con dấu vì độ phức tạp cao và đặc tính hình dáng khiến cho chữ rất khó giả mạo. Ngoài ra, nhờ tính thẩm mỹ đặc thù, chữ triện còn được dùng để viết thư pháp.

## Triện thư và chữ Hán ngày nay
Trải qua quá trình thay đổi suốt mấy ngàn năm lịch sử, chữ triện và chữ Hán ngày nay (bộ phồn thể nói riêng) đã có sự khác biệt rất lớn tuy vẫn còn nhiều nét tương đồng có thể nhận ra được. 
- 一
nhất — một
- 二
nhị — hai
- 六
lục — sáu
- 七
thất — bảy
- 八
bát — tám
- 九
cửu — chín
- 十
thập — mười
- 千
thiên — nghìn
- 萬
vạn — chục nghìn
- 日
nhật — mặt trời
- 月
nguyệt — trăng
- 光
quang — ánh sáng
- 世
thế
- 昔
tích—Thủa Xưa
- 今
kim — bây giờ
- 天
thiên — trời
- 山
sơn — núi
- 川
xuyên — sông
- 雨
vũ — mưa
- 水
thủy — nước
- 夏
hạ — mùa hè
- 冬
đông — mùa đông
- 人
nhân — người
- 父
phụ — cha
- 母
mẫu — mẹ
- 女
nữ
- 子
tử — con
- 主
chủ
- 我
Ngã — Tôi, Bản Thân
- 心
tâm — Tim
- 生
sinh
- 死
tử — Chết
- 喪
tang — Tang Gia
- 弔
điếu — Điếu Văn
- 目
mục — Mắt
- 見
kiến — Nhìn
- 立
lập — Đứng
- 舞
vũ
- 弓
cung
- 矢
thỉ
- 犬
khuyển — Con Chó
- 馬
mã — Con Ngựa
- 鹿
lộc
- 牛
ngưu — Con Bò
- 羊
dương — Con Dê
- 魚
ngư — Con Cá
- 虫
trùng — Côn Trùng
- 高
cao
- 大
đại — Lớn
- 小
tiểu — Nhỏ
- 食
thực — Ăn
- 豆
đậu
- 皿
mẫn
- 色
sắc — Màu Sắc
- 黄
hoàng — Màu Vàng
- 黒
hắc — Đen
- 要
yếu
- 到
đáo
- 止
chỉ — Dừng
- 在
tại
- 有
hữu — Có
- 無
vô — Không
- 不
bất